# الدوري البلغاري الممتاز 1970-71
الدوري البلغاري الممتاز 1970-71 (بالبلغارية: „А“ група 1970/71)‏ هو الموسم 47 من الدوري البلغاري الممتاز. أشرف على تنظيمه اتحاد بلغاريا لكرة القدم، وكان عدد الأندية المشاركة فيه 16، وفاز فيه سسكا صوفيا.